# Tagaloscelimena
Tagaloscelimena is een geslacht van rechtvleugeligen uit de familie doornsprinkhanen (Tetrigidae). De wetenschappelijke naam van dit geslacht is voor het eerst geldig gepubliceerd in 1938 door Günther.

## Soorten
Het geslacht Tagaloscelimena omvat de volgende soorten:
- Tagaloscelimena aurivillii Bolívar, 1887
- Tagaloscelimena cebuensis Günther, 1938